# 富太河
富太河位于中华人民共和国吉林省磐石市境内，是辉发河左岸支流。河名为满语“富塔”（满文：ᡶᡠᡨᠠ，转写：futa）的谐音，意为“绳子”。
富太河发源于磐石市中部石嘴镇吉林哈达岭中段的大老爷岭南麓，蜿蜒东南流经石嘴镇、柳杨水库、富太镇、红旗岭镇达连山村、黑石镇富太村等地，于牛心镇茶尖村下陡沟屯汇入辉发河。河长55千米，流域面积455平方千米，河道平均比降1.4‰。年均径流量1.11亿立方米。富太河上游区河谷狭窄；中游河谷开阔，一般宽在2～3千米，两岸低山，覆盖着茂密的林木；下游河谷变窄，河道弯曲，两岸林木茂密。